# Тельгте
Тельгте (нем. Telgte) — город в Германии, в земле Северный Рейн-Вестфалия.
Подчинён административному округу Мюнстер. Входит в состав района Варендорф.  Население составляет 19 114 человек (на 31 декабря 2010 года). Занимает площадь 90,6 км². Официальный код  —  05 5 70 044.

## Фотографии

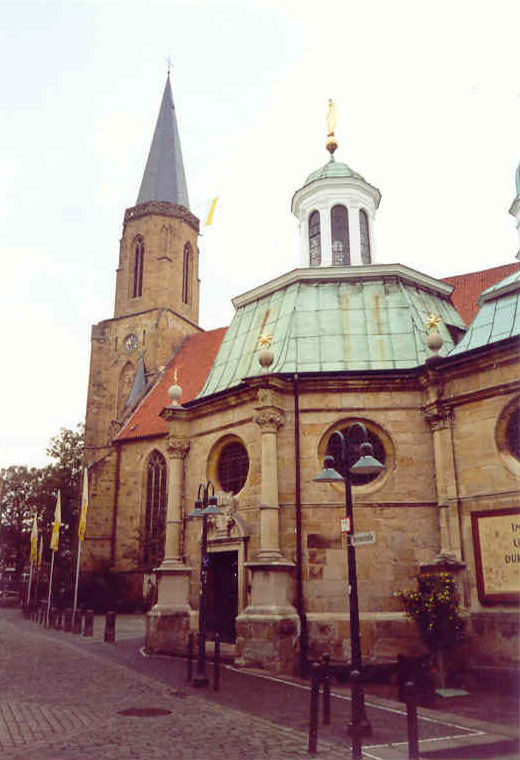
Капелла перед церковью Святого Клеменса
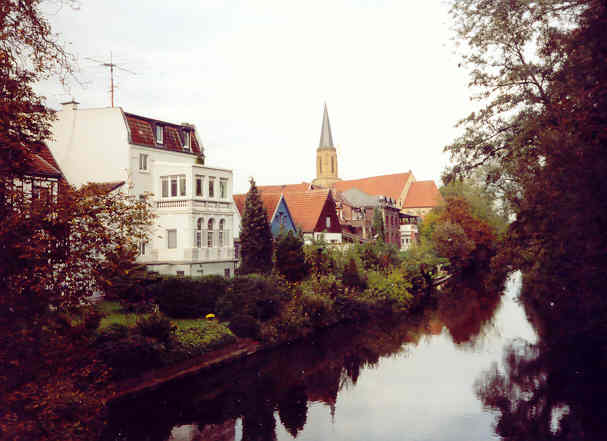
Вид на Старый город расположен над рекой Эмс

## Уроженцы
- Лефман, Соломон (1831–1912) – филолог, санскритолог.

## Города-побратимы
- Ступино (Россия)
- Поляница-Здруй (Польша)
- Томбол (Техас), США